# Ивашкины
Ивашкины — русский дворянский род.

## Происхождение и история рода

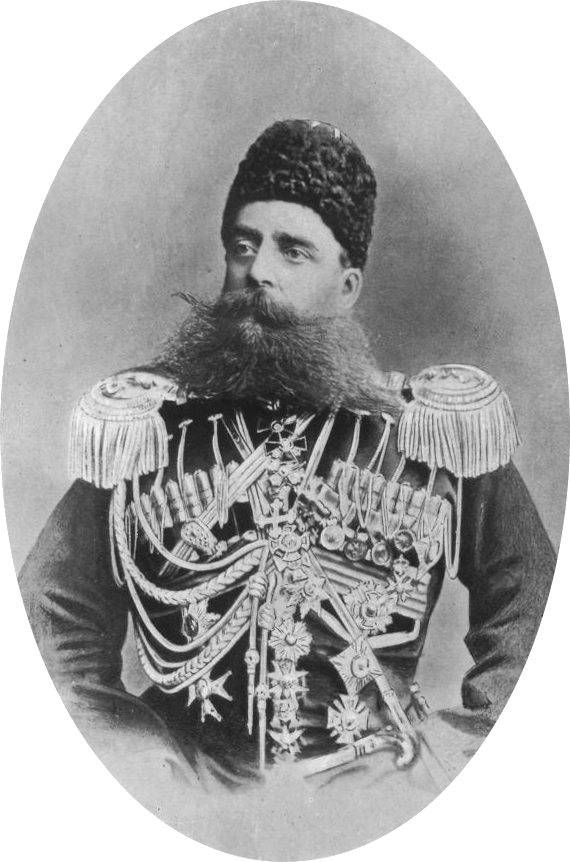
Модест Александрович Ивашкин-Потапов

Происходит от Семёна Фёдоровича Ковылы-Вислова, выехавшего (по сказаниям древних родословцев) из Литвы к великому князю Василию Дмитриевичу в Москву, а оттуда к великому князю Олегу Рязанскому.
Его сын Семён, боярин великого князя Василия Васильевича, а правнуки Иван, Юрий и Сидор Яковлевичи были боярами рязанского великого князя Ивана Фёдоровича; от Ивана пошёл род Ивашкиных.
В XVI и XVII веках многие Ивашкины служили полковыми и городовыми воеводами, стряпчими и стольниками. Максим Денисович Ивашкин — воевода в Крапивне, замучен там Заруцким.
При подаче документов в 1686 году, для внесения рода в Бархатную книгу, была предоставлена родословная роспись Ивашкиных и царская вотчинная жалованная грамота (1622) Дарье, вдове Максима Ивашкин и её сыну Никифору на деревню Горельское в Нюховском стане и деревню Татариново в Заупском стане Тульского уезда, починка Кривцов и слободку Воротынское в Псовском стане Соловского уезда.
В 1878 году полковник лейб-гвардии Гродненского гусарского полка Модест Александрович Ивашкин был усыновлен бездетным генералом А. Л. Потаповым и получил Высочайшее разрешение именоваться Ивашкиным-Потаповым.
Род Ивашкиных внесён в VI часть родословной книги Тульской, Тверской, Московской и Саратовской губерний. (Гербовник, VI, 12 и XIV, 30).

## Описание герба
В щите разделённом перпендикулярно на две части, от нижних углов к середине означено чёрное стропило с двумя на нём серебряными стрелами остриями вверх. Над стропилом в правом голубом поле видна выходящая из облака рука в серебряных латах с саблей (польский герб Малая Погоня). В левом серебряном поле крестообразно положены шпага и копьё, остриями в правую сторону. На середине щите и внизу по сторонам стропила изображены три шестиугольных звезды переменных с полями цветов. Под стропилом в золотом поле идущий по земле направо лев.
Щит увенчан дворянским шлемом и короной со страусовыми перьями. Намёт на щите голубой, подложенный золотом. Щитодержатели: два льва. Герб внесён в Общий гербовник дворянских родов Российской империи, часть 6, 1-е отд., стр. 12.

## Известные представители
- Ивашкин Федор Михайлович — голова в Осколе (1603).
- Ивашкин Ковыла Степанович — тульский городовой дворянин (1627), воевода в Венёве (1627).
- Ивашкин Истома Михайлович — тульский городовой дворянин (1627), воевода в Крапивне (1627—1630).
- Ивашкин Никифор Максимович — стольник патриарха Филарета (1627—1629).
- Ивашкин Иван Андреевич — тульский городовой дворянин (1627), воевода в Крапивне (1644—1646).
- Ивашкины: Константин Михайлович — московский дворянин (1627—1629).
- Ивашкин Савва Ковылович — московский дворянин (166201677).
- Ивашкин Иван — воевода в Туле (1664—1665).
- Ивашкин Иван — воевода в Пронске (1665).
- Ивашкин Савва Андреевич — московский дворянин (1681—1692).
- Ивашкин Нестор Савич — воевода в Пелыме (1687—1690).
- Ивашкин Никита — воевода в Таре (1689)[2].
- Ивашкины: Гаврило Селиверстович, Денис Иванович, Иван и Кирилл Никифоровичи, Никита и Павел Савичи — стольники (1686—1692).
- Ивашкин Андриан Иванович — стольник царицы Прасковьи Федоровны (1686—1692).
- Ивашкины: Федор Иванович и Матвей Кириллович — стольник царицы Натальи Кирилловны (1676), стольник (1686—1692)[3].